# Edmund Neupert
Edmund Neupert (Christiania, 1 april 1842 – New York, 22 juni 1888) was een Noors pianist en componist.

## Achtergrond
Carl Fredrik Edmund Neupert werd geboren binnen het gezin van muziekhandelaar en pianoleraar Herman Wilhelm Neupert (1806-1878, van Sleeswijkse komaf) en Caroline Friedrike Wiemayer (1814- 13 mei 1875, uit Hannover). Hij groeide op in Christiania, het huidige Oslo. Neupert zelf trouwde op 21 mei 1870 met Hilda Elisabeth Bergh (2 augustus 1848-14 januari 1934, dochter uit een militair gezin). Hij stierf in 1888. The New York Times wijdde op 24 juni 1888 een necrologie aan hem. Hij werd in Oslo begraven.

## Muziek
Edmund Neupert kreeg zijn eerste muzieklessen van zijn vader. Hij ging echter al op vijftienjarige leeftijd naar Berlijn om daar te gaan studeren bij Theodor Kullak. In aanvulling op die pianolessen, kreeg hij ook compositieles van Friedrich Kiel. Zijn eerste concert, dan nog aan de Berlijnse zangacademie was een groot succes. Hij werd vergeleken met Franz Liszt, Anton Rubinstein en Carl Tausig. In 1866 werd hij aangesteld als pianodocent aan het conservatorium van Julius Sterner in Berlijn. In 1868 verliet hij Berlijn om vervolgens in Kopenhagen aan de slag te gaan. De componist Niels Gade huurde hem in als pianodocent aan het Conservatorium van Kopenhagen. Hij gaf daar les aan gevorderde Deense en Scandinavische talenten. Hij werkte onder meer met Edward Grieg toen die zijn Pianoconert schreef. Neupert was dan ook de solist bij de wereldpremière van dat werk op 3 april in 1869, de piano was van Anton Rubinstein. Het werk zou bij heruitgave aan Neupert opgedragen worden. Het origineel was opgedragen aan Rikard Nordraak.
Een verzoek om les te gaan geven in Stockholm onder de bescherming van koning Oscar II van Zweden legde hij naast zich neer.
In 1880 vertrok Neupert op verzoek van Anton en Nicolai Rubinstein naar Moskou om daar les te gaan geven aan het keizerlijke conservatorium. Daaruit volgde ook een aantal concerten in Moskou en Sint-Petersburg. Aan zijn werk in Rusland kwam een voortijdig eind. De onlusten na de moord op Alexander II van Rusland in maart 1881  noopten hem om terug te keren naar in dit geval Oslo. Hij richtte aldaar een pianoschool voor kinderen en gevorderden op en gaf daarbij ook concerten. Alhoewel hij al vroeg erkend was als pianotalent kreeg hij in Oslo geen echte voet aan de grond. In die tijd overheersten twee dames de Noorse pianowereld: Agathe Backer-Grøndahl en Erika Nissen. Deze twee zaten hem eigenlijk dwars als uitvoerend musicus en als docent. Op concertreis in de Verenigde Staten werd hij met veel enthousiasme onthaald, en hij kreeg in 1883 een hoogleraarschap aangeboden aan het dan pas opgerichte Conservatorium van New York. Daar had hij de gelegenheid zich verder te ontplooien, maar als gevolg van zijn slechte gezondheid overleed hij te New York op 46-jarige leeftijd.

## Componist
Hij componeerde gedurende zijn gehele leven. Zijn opuslijst reikt tot zestig, maar men vermoedt dat deze lijst uitgebreider zou moeten zijn. Er lijkt een flink aantal werken verloren te zijn gegaan. Neuperts muziek bevindt zich in het Noorse romantische segment, een veel beoefend genre in Noorwegen destijds. Het gros van zijn werken is geschreven voor de piano en is onder te verdelen in karakterstukken en etudes. Sommige werken van hem leggen de nadruk op muzikaliteit, andere benadrukken virtuositeit. Een van zijn (plaatselijk) bekendste werken was Otta studier opus 26. De dichter Bjørnstjerne Bjørnson schreef daarbij het gedicht Syng mig hjem hvis I kan.

### Oeuvre (gedeelte)

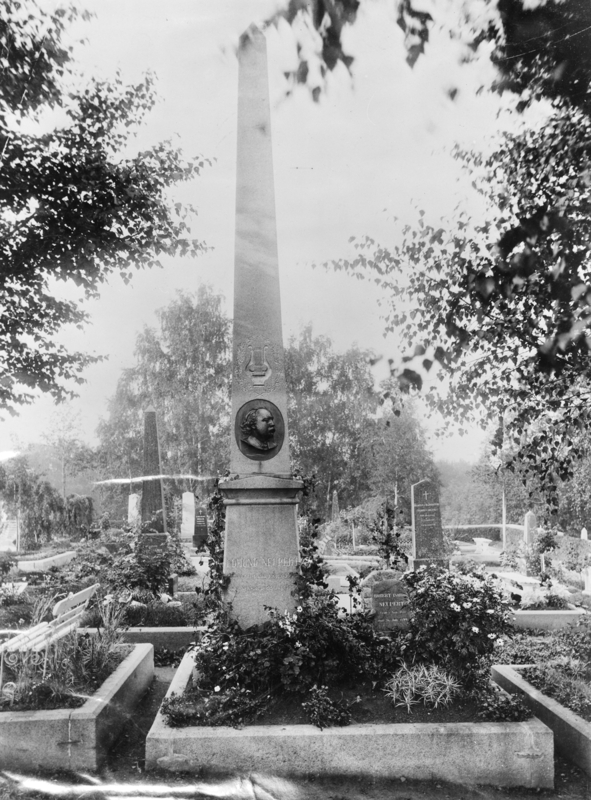
Graf Edmund Neupert

#### Met opusnummer
- opus 1: Drie Clavierstücke
- opus 3: Drei Romanzen
- opus 5: Deux pieces (Marche caracteristique; Scherzo)
- opus 12: Andante fantastique
- opus 13: Le bal
  - 13.1 Polonaise
  - 13.2 Valse-caprice
  - 13.3 Polka-caprice
- opus 14: Variationert over et Original-Thema for pianoforte
- opus 17: 24 Koncertetuder (Forstudier til den moderne klaveermusik)
  - 17: 4 boekwerkjes
- opus 18: 24 Oktvaetuder, saerligt bestemte til foredrag i Koncerter
  - 18 4 schriften
- opus 19: Tolv etuder, Studier i foredrag og teknik met specielt Hensyn til venstre hand
  - 19: 2 schriften
- opus 20: Told etuder
- opus 21: Karakteerstykker
  - 21.1 Barkarole
  - 21.2 Ballade
  - 21.3 Humoreske
  - 21.4 Kapriccio
  - 21.5 Valpurgisnat
  - 21.6 Foraarstemming
- opus 22: Ti etuder med vaesenligt hensyn til udviking af trille og tremolo
  - 22: 2 schiften
- opus 24: For Slaget, Nordisk tonebillede for claver
- opus 25: Ti poetiske etuder
- opus 26: Otta Studien
- opus 27: Sex pedalstudier
- opus 31: Fantasie-polonaise
- opus 35: Valse noble, romance, ballade for piano
- opus 45: Fire karakterstykker
- opus 47: Tre klaverstykker
- 47.1 Danse oriëntale
- 47.2 Romance
- 47.3 Valse
- opus 51: Poetiske etuder
- opus 55: To norske folkedandse, bearbeidede for piano
- opus 57: To fantasiestücke
- opus 58: Norwegische ballade
- opus 59: Ballade für piano
- opus 60: Fantasistykker

#### Zonder opusmummer
- Trois morceaux
  - Prelude
  - Romance
  - Danse paysanne
- Flytige skizzer, sma klaveerstykker
  - Vuggesang
  - Svartalferne dandse
  - Maisang
  - Smaatrolde ver foraarstid
- Miniatures
  - Pensée fugutive
  - Impromptu
  - Romance
  - Valse infernale
- Sex improvisationer over Norske themaer
  - Norsk folkedands
  - Halling nr. 1
  - Strillevise
  - Norsk folkevise
  - Mollervise
  - Halling nr. 2

- Bibsys: 1094732
- Bibliothèque nationale de France: cb16771877p (data)
- Gemeinsame Normdatei: 128693584
- International Standard Name Identifier: 0000 0001 0949 4113
- KulturNav: a1b9e62b-481c-4b2d-94b1-82decb3b8135
- Library of Congress Control Number: no93027476
- Nationale Bibliotheek van Letland: 000275993
- MusicBrainz: b586b9e2-646e-4556-84d6-39cb893dd329
- Nationale Bibliotheek van Tsjechië: xx0056437
- Nationale Bibliotheek van Israël: 987007287594205171
- Nationale Bibliotheek van Polen: a0000002245354
- Nationale en Universitaire bibliotheek Zagreb: 000441913
- Nederlandse Thesaurus van Auteursnamen: 296975796
- Istituto Centrale per il Catalogo Unico: MUSV047429
- Virtual International Authority File: 3532060
- WorldCat: E39PBJqw48dmYMgmgdbBgfY773